# East Side Story
East Side Story (prt: East Side Story - História do Lado Este) é um filme estado-unidense do género comédia romântica, realizado, escrito e produzido por Carlos Portugal, e protagonizado por Rene Alvarado, Steve Callahan e Gladise Jimenez. Estreou-se no Festival NewFest de Cinema a 7 de junho de 2006.

## Elenco
- René Alvarado como Diego Campos
- Steve Callahan como Wesley Henderson
- Gladise Jimenez como Bianca Campos
- David Berón como Pablo Morales
- Irene DeBari como Sara Campos
- Yelyna De Leon como Tiffany
- Luis Raúl como Salvador
- Cory Alan Schneider como Jonathon Webber
- Luis Accinelli como Don Rogelio
- Martin Morales como Luis
- Ruben Rabasa como Efrain Morales
- Chris Franco como Senhor Martinez
- Michael Cormier como Dan